# ペドロ・モンソン
ペドロ・モンソン（Pedro Monzón, 1962年2月23日 - ）は、アルゼンチン・ゴヤ出身の元サッカー選手で指導者。現役時代のポジションはDF。アルゼンチン代表として15試合のプレー経験がある。ワールドカップイタリア大会大会ではルーマニアとの対戦で代表チームでの唯一の得点を決めた。決勝の西ドイツとの対戦にも出場した。
 CAインデペンディエンテに約10年間在籍し、200試合以上に出場した。1984年にはコパ・リベルタドーレスで優勝、同年のインターコンチネンタルカップでのリヴァプールFCとの対戦にも出場、優勝した。

## タイトル
CAインデペンディエンテ
- コパ・リベルタドーレス : 1984
- インターコンチネンタルカップ : 1984
- プリメーラ・ディビシオン： 1983, 1988-89

アルゼンチン
- ワールドカップ　: 1990(準優勝)